# Aiquile

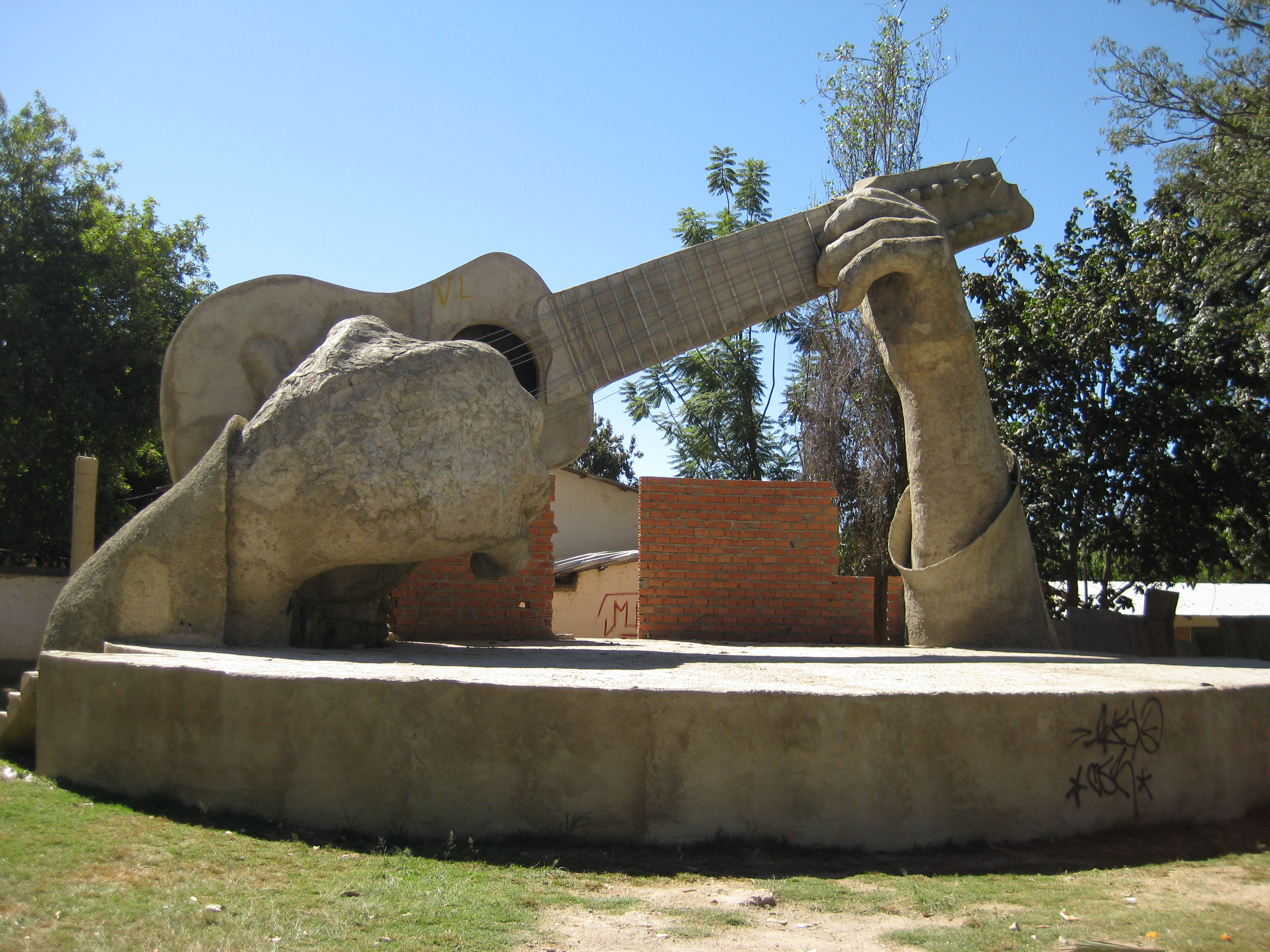
Aiquile

Aiquile är huvudstaden i den bolivianska provinsen Narciso Campero i departementet Cochabamba.